# Titus Oates
Titus Oates (15 settembre 1649 – 12/13 luglio 1705) è stato un presbitero protestante inglese.
Divenne particolarmente noto per essere stato il motore della scoperta di una presunta congiura chiamata Popish Plot ("cospirazione papista") che avrebbe avuto come obiettivo l'eliminazione fisica del re d'Inghilterra Carlo II e quindi facilitare la successione del fratello ed erede, il cattolico Giacomo, duca di York. Seguì un processo in cui alcuni importanti personaggi cattolici furono condannati a morte (tra cui il terribile  martirio di S. Oliver Plunkett). 
Scoperta la falsità di tale congiura cadde in disgrazia e fu anche incarcerato per tre anni, ma dopo la rivoluzione del 1688-1689 ottenne dal nuovo governo una generosa pensione come "campione del protestantesimo".